# Ю Цюань
Ю Цюань (род. в январе 1954, Пекин) - китайский политик, секретарь ЦК КПК 19-го созыва с 2017 года и с того же года заведующий Отделом единого фронта ЦК КПК. В 2012-2017 гг. глава парткома КПК пров. Фуцзянь, также пред. её ПК СНП. Член ЦК КПК с 2012 года (кандидат с 2007 года).
Член КПК с марта 1973 года, член ЦК КПК 18 созыва (кандидат 17 созыва), секретарь ЦК КПК 19-го созыва.

## Биография
Корнями из пров. Хэбэй.
Трудовую деятельность начал в сентябре 1969 года.
Имеет степень магистра по экономике.
С июня 1995 года работал в Госсовете КНР, с декабря 2000 года заместитель его ответственного секретаря. С декабря 2006 года по апрель 2008 года председатель Комитета по контролю и управлению электроэнергетической отраслью Китая. С марта 2008 года 1-й заместитель ответственного секретаря Госсовета КНР (в ранге министра).
С декабря 2012 года глава парткома КПК пров. Фуцзянь (Восточный Китай), с 2013 года также пред. её ПК ВСНП.
В 2015 году, по поводу строения Морского шёлкового пути Ю Цюань заявил следующее: «Сейчас центральное правительство решило предоставить провинции Фуцзянь ключевую роль в реализации концепции. Как основой регион в строительстве Морского шелкового пути провинция Фуцзянь должна двигаться в сторону наращивания морских связей, осуществлять многостороннюю торговлю и  перемещение капиталов, продвигать международное взаимодействие в море».
С 2016 избран секретарем комитета КПК провинции Фуцзянь.
Член постоянного комитета президиума 20-го съезда КПК.